# Dième
Dième – miejscowość i gmina we Francji, w regionie Owernia-Rodan-Alpy, w departamencie Rodan.
Według danych na rok 1990 gminę zamieszkiwały 83 osoby, a gęstość zaludnienia wynosiła 9 osób/km² (wśród 2880 gmin regionu Rodan-Alpy Dième plasuje się na 1537. miejscu pod względem liczby ludności, natomiast pod względem powierzchni na miejscu 1183.).